# Yarda cúbica
La yarda cúbica es una unidad de volumen, equivalente al volumen de un cubo de una yarda de lado. Su abreviatura es yd3 o cu yd.

## Abreviaturas
Para representar esta unidad, existen diversas abreviaturas diferentes. Las más usadas en inglés son:
- cubic yards, cubic yard, cubic yds, cubic yd
- cu yards, cu yard, cu yds, cu yd, CYs
- yards/-3, yard/-3, yds/-3, yd/-3
- yards^3, yard^3, yds^3, yd^3
- yards³, yard³, yds³, yd³

## Equivalencias
1 yarda cúbica equivale a:
- 46 656 pulgadas cúbicas
- 27 pies cúbicos
- 0,0006198347107438 acre pies
- 0,00000000018342646506386 millas cúbicas

- exactamente 764 554,857984 mililitros o centímetros cúbicos
- exactamente 764,554857984 litros o decímetros cúbicos
- exactamente 0,764554857984 kilolitros o metros cúbicos